# I Could Never Take the Place of Your Man
Singles de Prince
U Got the Look
(1987) Alphabet St.
(1988)
I Could Never Take the Place of Your Man est une chanson de Prince parue sur le double album Sign o' the Times. La chanson fut publiée en tant que quatrième et dernier single de l'album Sign o' the Times le 3 novembre 1987. I Could Never Take the Place of Your Man fit partie à l'origine du projet Dream Factory, album qui fut annulé après la séparation du groupe The Revolution.
La chanson se classa à la 10e position au Billboard Hot 100 le 6 février 1988 et à la 4e au Hot Dance Club Songs le 20 février 1988. Le single se classa aussi dans les charts britanniques à la 29e position le 5 décembre 1987 (avec une première entrée le 28 novembre 1987 à la 36e position); à la 30e aux Pays-Bas et à la 9e en Nouvelle-Zélande.

## Liste des titres
| A. | I Could Never Take the Place of Your Man (Fade) | 3:40 |
| B. | Hot Thing (Edit)                                | 3:40 |

| A1. | I Could Never Take the Place of Your Man (LP Version) | 6:31 |
| A2. | Hot Thing (Edit)                                      | 3:40 |
| B1. | Hot Thing (Extended Remix)                            | 8:32 |
| B2. | Hot Thing (Dub Version)                               | 6:53 |

## Charts
| Pays                              | Meilleure position |
| --------------------------------- | ------------------ |
| États-Unis (Billboard Hot 100)    | 10                 |
| États-Unis (Hot Dance Club Songs) | 4                  |
| Nouvelle-Zélande (RIANZ)          | 30                 |
| Pays-Bas (MegaCharts)             | 9                  |
| Royaume-Uni (UK Singles Chart)    | 29                 |